# 田野幸治
田野幸治（たの　こうじ、1961年2月9日 - 2005年7月31日）は、日本のノイズミュージックミュージシャン、美術家、雑誌発行人。愛媛県内子町生まれ。
1990年代初期にノイズミュージック・音楽ユニットMSBR ("Molten Salt Breeder Reactor")を開始、国内外のレコードレーベルから多数の音源を発表し、アメリカ、ヨーロッパなどへの複数回に渡るライブツアー、海外アーティストの来日公演をサポートするなど、国際的に活動した。
東京移住後、1997年には本人の創作活動と平行して自らを編集長としてノイズ専門誌「電子雑音」を創刊。連動してノイズミュージックを中心としたライブ・イベントを定期的にオーガナイズし、電子雑音直営レコード店「デンザツ.コム」を経営するなど、ノイズミュージックシーンの発展に寄与した。ノイズミュージシャンとしての活動以外にも、インスタレーションや漫画作品を制作し、ギャラリーや海外音楽誌などで発表した。
2005年7月31日、大腸癌にて没。享年44歳。

## 主な作品
- Structured Suicide (1992)
- Collapseland (1995)
- Destructive Locomotion (1995)
- Euro Grappling Electro (1998)
- The Final Harsh Work #22 (1999)
- Ultimate Ambience 2 (2000)
- Euro Grappling Electro 2 (2001)
- The Final Harsh Work #18 (2001)
- Difteria Cutanea EP (2003)